# Filia, Mejova
Filia (în ucraineană Філія) este un sat în comuna Novopavlivka din raionul Mejova, regiunea Dnipropetrovsk, Ucraina.

## Demografie
Componența lingvistică a localității Filia
     Ucraineană (73,68%)
     Rusă (6,02%)
Conform recensământului din 2001, majoritatea populației localității Filia era vorbitoare de ucraineană (73,68%), existând în minoritate și vorbitori de rusă (6,02%).